# 팻 벤디트
팻 벤디티(Pat Venditte, 1985년 6월 30일 ~ )는 마이애미 말린스에 속해있는 야구선수이다. 메이저리그에서 보기 드문 양투좌타 투수이다.